# Conforama
Conforama è un'azienda francese di mobili, prodotti per la casa, elettrodomestici ed elettronica di consumo creata nel 1967 a Lione da 8 magazzini indipendenti specializzati nei mobili, poi passata nel 1991 al gruppo PPR (un tempo Printemps-Pinault-Redoute) e di proprietà del gruppo sudafricano Steinhoff International Holdings.
L'insieme dei magazzini contava 15.400 collaboratori a fine 2007. Il fatturato 2007 di Conforama è di 3.310 milioni di euro. Conforama è il numero uno francese dell'arredamento e il numero due mondiale degli articoli per la casa.
L'azienda conta 244 punti vendita in Francia. Sono anche presenti 56 magazzini fuori dalla Francia, in Spagna, Italia, Croazia, Svizzera, Lussemburgo e Portogallo.
Facet è la società finanziaria che gestisce la carta di credito dei magazzini Conforama.
Alla fine del 2010 la PPR ha deciso di cedere Conforama al gruppo sudafricano Steinhoff International Holdings. L'operazione si è completata nel marzo 2011.

## Filiali
- A fine 2007: 215 magazzini di proprietà, 29 affiliati in Francia, 56 magazzini all'estero.
- A giugno 2008: I due magazzini Conforama in Polonia sono stati venduti a Leroy Merlin (gruppo Adeo). Questa transazione è valutata 45 milioni di euro[2].
- I negozi italiani sono quelli un tempo appartenenti a Maurizio Zamparini, che ha venduto la catena Mercatone Zeta, fondata nel 1972, proprio a Conforama (Gruppo PPR).
- Nel 2011 PPR vende Conforama Group a Steinhoff International Holdings
- A maggio 2022: Conforama Italia esce da Conforama holding a seguito di un'operazione di management buyout diventando a tutti gli effetti italiana e indipendente

## Problema del dimetilfumarato
Il 18 settembre 2008 Conforama richiama 38.000 prodotti venduti in Francia tra marzo 2006 e giugno 2008. Queste poltrone e divani, prodotti in Cina, sono stati preservati con sacchetti di antimicotici a base di dimetilfumarato, prodotto che ha indotto reazioni allergiche in alcuni clienti. Le vittime si lamentavano di soffrire di eczemi, di ustioni, di problemi polmonari o di calvizie. e altri problemi legati alla produzione di lanolina cutanea.